# 白岡市立図書館
白岡市立図書館（しらおかしりつとしょかん）は、埼玉県白岡市が運営する公共図書館である。

## 歴史

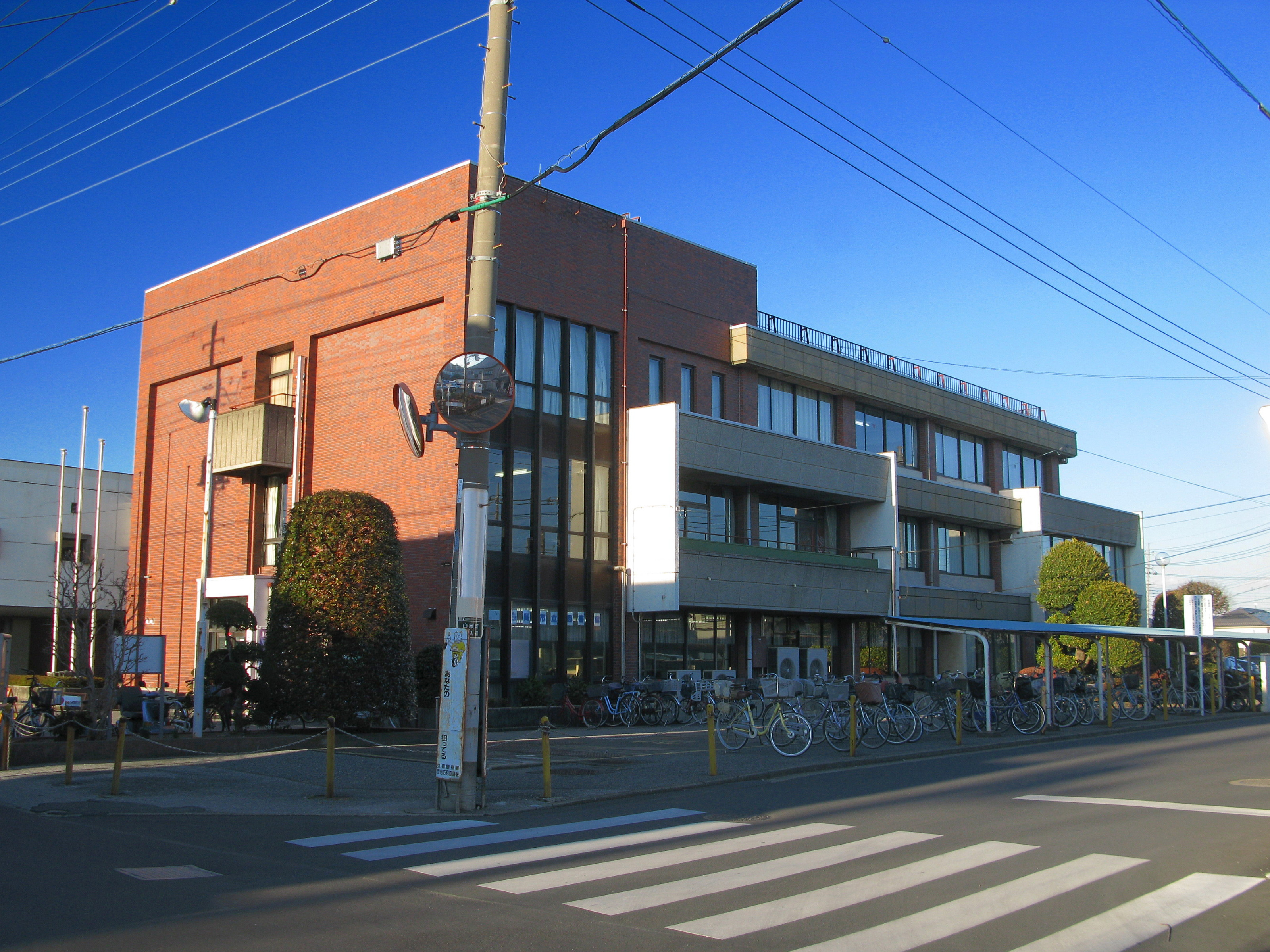
移転前の旧図書館

白岡市が運営する公立図書館であり、同市内に在住・在勤・在学する者のほか、久喜市・幸手市・さいたま市・春日部市・蓮田市・南埼玉郡宮代町・北葛飾郡杉戸町の在住者も広域利用により利用することができる。
1992年（平成4年）5月、白岡町立図書館として開館。2018年（平成30年）8月11日から9月30日まで、移転のため閉館していた。同年10月1日から生涯学習センター〔こもれびの森〕内に開館。

## 施設・所在地
所在地
- 埼玉県白岡市千駄野432番地 白岡市生涯学習センター〔こもれびの森〕内

アクセス
- 東日本旅客鉄道（JR東日本）宇都宮線「白岡駅」東口より徒歩約15分

休館日
- 毎週月曜日[1] - この他、例外あり。

開館時間
- 火曜日 - 土曜日：午前9時から午後7時まで
- 日曜日・祝日：午前9時から午後5時まで